# Liste des gouverneurs de Durrës
Voici une liste de gouverneurs de la ville de Durrës, en Albanie.

## Baillis et capitaines de Venise
- 1392 : Marino Cocco
- 1392-1393 : Paolo da Canale
- 1393-1395 : Francesco Giorgio
- 1395-1397 : Francesco Dandolo
- 1397-1398 : Pietro Michieli
- 1398-1399 : Gabriele Nadal
- 1399-1400 : Pietro Mocenigo
- 1400-1403 : Giovanni Valaresso
- 1403-1405 : Ranieri Venier
- 1405-1407 : Antonio Bollani
- 1407-1408 : Pietro Arimondo
- 1408-1410 : Antonio Ferro
- 1410-1412 : Giorgio Loredano
- 1412-1414 : Matteo Gradenigo
- 1414-1415 : Biagio Malipiero
- 1415-1417 : Bertuccio Contarini
- 1417-1419 : Jacopo Darnerio
- 1419-1421 : Giovanni Morosini
- 1421-1422 : Lorenzo Foscarini
- 1422 : Paolo Bondumier
- 1422-1423 : Andrea Dolfin
- 1423-1424 : Gherardo Sagredo
- 1424-1425 : Giovanni Venier
- 1425 : Zaccaria Nadal
- 1425-1426 : Giuliano Loredano
- 1426-1427 : Niccolo Venier
- 1427-1429 : Michele Minio
- 1429-1430 : Moise Suriano (première fois)
- 1430-1432 : Pietro Contarini
- 1432-1433 : Niccolo da Molin
- 1433-1435 : Francesco Priuli
- 1435-1438 : Ferigo Loredano
- 1438-1440 : Marco Renier
- 1440-1442 : Pasquale Gradenigo
- 1442-1444 : Girolano Gradenigo
- 1444-1447 : Giovanni Contarini
- 1447-1450 : Paolo Zane
- 1450 : Alessandro Falier
- 1450-1452 : Giovanni Marcello
- 1452-1454 : Moise Suriano (deuxième fois)
- 1454-1455 : Marco Diedo
- 1455-1460 : Francesco Barbo
- 1460-1463 : Pietro da Mosto
- 1463-1466 : Paolo Quirini
- 1466-1468 : Bartolomeo Contarini
- 1468-1471 : Stefano Magrio
- 1471-1475 : Pietro Zane
- 1475-1477 : Francesco Marcello
- 1477-1479 : Luigi Cornaro
- 1479-1482 : Andrea Marcello
- 1482-1485 : Niccolo Morosini
- 1485-1486 : Girolamo Abramo
- 1486-1487 : Giovanni Bollani
- 1487-1490 : Francesco Zane
- 1490-1492 : Marco Zeno
- 1492-1495 : Paolo Zane
- 1495-1498 : Donato Baffo
- 1498-1500 : Vito Diedo
- 1500-1501 : Vincenzio Qurini